# Борис Шпрем
Борис Шпрем (хорв. Boris Šprem; 14 квітня 1956, с. Копрівнічкі Бреґі, нині Копривницько-Крижевецька жупанія, Хорватія — 30 вересня 2012, Х'юстон, США) — хорватський політик, голова Сабору Хорватії (2011—2012 рр.).

## Короткий життєпис
Закінчив юридичний факультет Загребського університету. У 1980–1993 рр. працював радником і призначеною посадовою особою в хорватському парламенті. Після цього провів десять років у хорватському автомобільному клубі, де був заступником генерального секретаря, а з 2000 по 2003 рік і генеральним секретарем. У 2003 р. дістав посаду начальника управління з питань законодавства хорватського уряду. У 2004 році ввійшов до складу правління страхової компанії Aurum і залишався членом правління протягом двох років.
Президент Хорватії Месич на початку свого другого строку призначив Шпрема керівником канцелярії президента. На цій посаді він залишався до парламентських виборів 2007 року, на яких його було обрано депутатом парламенту. Протягом цього строку своїх депутатських повноважень Шпрем був головою Комітету з питань оборони і членом Комітету з питань Конституції, регламенту і політичної системи, Комітету з питань законодавства та Комітету з питань правосуддя. На місцевих виборах 2009 р. його було обрано до міської ради Загреба, де він став головою.
На сьомих парламентських виборах 2011 р. вдруге обирається депутатом. На своїй першій (установчій) сесії 22 грудня 2011 р. хорватський парламент обирає його своїм головою на пропозицію коаліції Кукуріку.

## Смерть
Шпрему вперше діагностували рак у 2010 році. У червні 2012 року йому було зроблено операцію в Загребському клінічному центрі у зв'язку з рецидивом метастазів мієломної хвороби. 23 серпня 2012 він відбув у Х'юстон для подальшого лікування.
Помер 30 вересня 2012 р. у Раковому центрі ім. Андерсона (MD Anderson Cancer Center) в Х'юстоні (штат Техас), проходячи курс лікування від множинної мієломи. Він став першим головою хорватського парламенту, який помер на посаді. Його наступником на посаді став його заступник Йосип Леко, який виконував обов'язки спікера, відколи Шпрем від'їхав у США в 2012 році.
Похований 4 жовтня 2012 р. на кладовищі Мірогой.